# Steinbach (Cadolzburg)

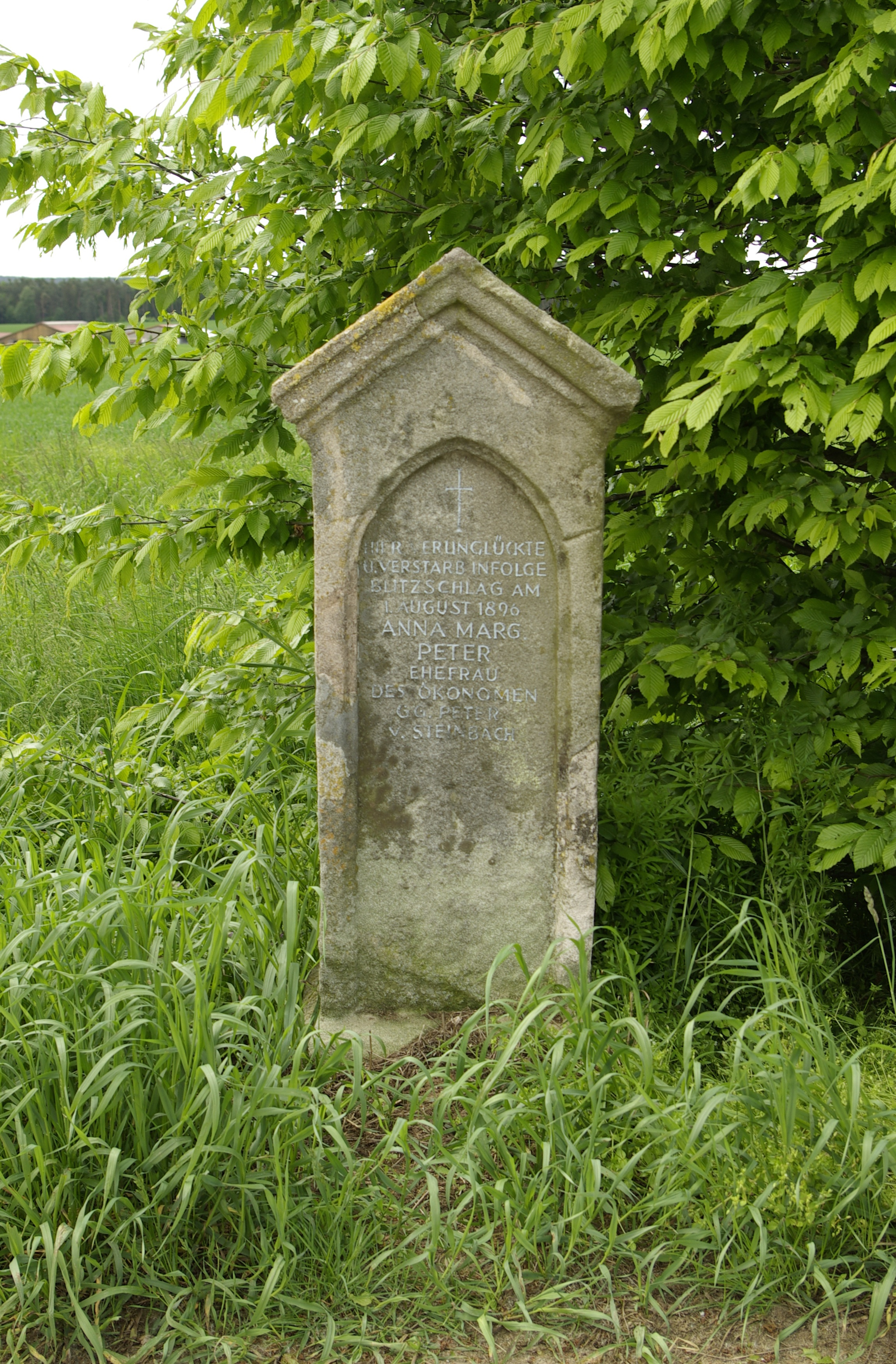
Die Marter

Steinbach ([ˈʃtaɪ̯nˌbax] ⓘ, fränkisch: Schdahba und Schdahm-bach) ist ein Gemeindeteil des Marktes Cadolzburg im Landkreis Fürth (Mittelfranken, Bayern). Die Gemarkung Steinbach hat eine Fläche von 15,141 km². Sie ist in 3423 Flurstücke aufgeteilt, die eine durchschnittliche Fläche von 4423,36 m² haben. In ihr liegen neben dem namensgebenden Ort die Gemeindeteile Cadolzburg (zum Teil) Egersdorf, Pleikershof und Wachendorf.

## Geographische Lage
Durch das Dorf fließt der Steinbacher Bächl, der in Ammerndorf als linker Zufluss in den Reichenbach mündet. Im Süden grenzt das Waldgebiet Kühloh an. Dort erhebt sich der Kübuck (385 m ü. NHN). Ansonsten ist der Ort von Acker- und Grünland mit vereinzeltem Baumbestand umgeben. Im Nordwesten wird die Flur Espan genannt, im Südwesten Pelzetleite. 1 km östlich erhebt sich der Hahnenbühl (374 m ü. NHN).
Eine Gemeindeverbindungsstraße führt nach Cadolzburg zur Staatsstraße 2409 (1,5 km nördlich), eine weitere führt zur Staatsstraße 2409 (0,8 km südlich) bzw. die Kreisstraße FÜ 19 kreuzend nach Egersdorf (3 km nordöstlich). Ein Anliegerweg führt nach Pleikershof (1,4 km östlich).

## Geschichte
Der Ort wurde im Urbar der Burggrafschaft Nürnberg, das um 1370 entstanden ist, als „Steinbach“ erstmals urkundlich erwähnt. Der Ortsname leitet sich von einem gleichlautenden Gewässernamen ab.
Gegen Ende des 18. Jahrhunderts gab es in Steinbach 22 Anwesen. Das Hochgericht übte das brandenburg-ansbachische Stadtvogteiamt Langenzenn aus. Die Dorf- und Gemeindeherrschaft hatte das brandenburg-ansbachische Kastenamt Cadolzburg. Grundherren waren das Kastenamt Cadolzburg (4 Höfe, 6 Halbhöfe, 4 Güter), die Deutschordenskommende Nürnberg (1 Gut), das Landesalmosenamt der Reichsstadt Nürnberg (1 Halbhof), die Herrschaft Wilhermsdorf (1 Halbhof), Nürnberger Eigenherren: von Forster (1 Mühle), von Holzschuher (1 Gut), von Oelhafen (1 Mühle, 1 Wirtshaus) und der Allersberger Bürger von Gillardi (1 Hof).
Von 1797 bis 1808 unterstand der Ort dem Justiz- und Kammeramt Cadolzburg. Im Rahmen des Gemeindeedikts wurde 1808 der Steuerdistrikt Steinbach gebildet. Zur I. Sektion gehörten Egersdorf, Pleikershof und Wachendorf, zur II. Sektion Gonnersdorf, Greimersdorf, Roßendorf und Schwadermühle. Im selben Jahr entstand die Ruralgemeinde Steinbach, die deckungsgleich mit der I. Sektion des Steuerdistrikts war. Sie war in Verwaltung und Gerichtsbarkeit dem Landgericht Cadolzburg zugeordnet und in der Finanzverwaltung dem Rentamt Cadolzburg (1919 in Finanzamt Cadolzburg umbenannt). In der freiwilligen Gerichtsbarkeit unterstand 1 Anwesen bis 1812 dem Patrimonialgericht von Förster, vier Anwesen bis 1812 und von 1820 bis 1848 dem Patrimonialgericht Buchschwabach. Ab 1862 gehörte Steinbach zum Bezirksamt Fürth (1939 in Landkreis Fürth umbenannt). Die Gerichtsbarkeit blieb beim Landgericht Cadolzburg (1879 in das Amtsgericht Cadolzburg umgewandelt), seit dem 1. März 1931 wird sie vom Amtsgericht Fürth wahrgenommen. Die Finanzverwaltung wurde am 1. Januar 1929 vom Finanzamt Fürth übernommen. Die Gemeinde hatte 1964 eine Gebietsfläche von 12,538 km².
Am 1. Mai 1978 wurde die Gemeinde Steinbach im Zuge der Gebietsreform in Bayern nach Cadolzburg eingegliedert.

### Baudenkmal
- Marter[14]

### Einwohnerentwicklung
Gemeinde Steinbach
| Jahr      | 1818   | 1840   | 1852   | 1855   | 1861   | 1867   | 1871   | 1875   | 1880   | 1885   | 1890   | 1895   | 1900   | 1905   | 1910   | 1919   | 1925   | 1933   | 1939   | 1946   | 1950   | 1952   | 1961   | 1970   |
| Einwohner | 401    | 436    | 451    | 464    | 438    | 476    | 457    | 471    | 491    | 454    | 426    | 401    | 438    | 455    | 478    | 439    | 447    | 483    | 534    | 900    | 956    | 994    | 1143   | 1523   |
| Häuser    | 65     | 71     |        |        |        |        | 79     |        |        | 82     | 81     |        | 72     |        |        |        | 154    |        |        |        | 227    |        | 125    |        |
| Quelle    | [ 16 ] | [ 17 ] | [ 18 ] | [ 18 ] | [ 19 ] | [ 20 ] | [ 21 ] | [ 22 ] | [ 23 ] | [ 24 ] | [ 25 ] | [ 18 ] | [ 26 ] | [ 18 ] | [ 27 ] | [ 18 ] | [ 28 ] | [ 18 ] | [ 18 ] | [ 18 ] | [ 29 ] | [ 18 ] | [ 11 ] | [ 30 ] |

Ort Steinbach
| Jahr      | 001818 | 001840 | 001861 | 001871 | 001885 | 001900 | 001925 | 001950 | 001961 | 001970 | 001987 |
| Einwohner | 161    | 153    | 185    | 160    | 159    | 153    | 153    | 213    | 182    | 186    | 202    |
| Häuser    | 25     | 25     |        |        | 28     | 27     | 27     | 29     | 37     |        | 52     |
| Quelle    | [ 16 ] | [ 17 ] | [ 19 ] | [ 21 ] | [ 24 ] | [ 26 ] | [ 28 ] | [ 29 ] | [ 11 ] | [ 30 ] | [ 1 ]  |

## Religion
Der Ort ist seit der Reformation evangelisch-lutherisch geprägt und bis heute nach St. Cäcilia (Cadolzburg) gepfarrt. Die Einwohner römisch-katholischer Konfession sind nach St. Otto (Cadolzburg) gepfarrt.